# André Avelino
André Avelino ou Andrea Avellino nascido e batizado Lancelotto (Castronuovo di Sant'Andrea, Basilicata, 1521 – Nápoles, 10 de novembro de 1608) foi um sacerdote italiano, membro da Ordem dos Clérigos Regulares também conhecida como dos Padres Teatinos. É venerado como santo da Igreja Católica. 
Foi um reformador da sua ordem.
Em 10 de novembro de 1608, quando estava para iniciar o Santo Sacrifício da Missa, ele foi acometido de apoplexia e, após ter recebido o Santo Viático, morreu aos 88 anos de idade.